# Pterogastra divaricata
Pterogastra divaricata là một loài thực vật có hoa trong họ Mua. Loài này được (Bonpl.) Naudin miêu tả khoa học đầu tiên năm 1850.